# Gertrude Duby-Blom
Gertrude "Trudi" Duby-Blom (født 7. juli 1901 i Wimmis, Schweiz, død 23. december 1993 i San Cristóbal de Las Casas, Chiapas, Mexico) var en schweizisk journalist, socialantropolog og dokumentarfotograf, der i fem årtier dokumenterede mayakulterne i den mexicanske delstat Chiapas, særligt lacandón-mayaerne. Hun var også en pioner inden for miljøaktivisme. Hendes hjem i San Cristobal de Las Casas, Casa Na Bolom, er bevaret som et kulturelt forskningscenter helliget beskyttelsen og bevarelsen af lacandón-mayaerne og regnskoven Selva Lacandona.

## Dokumentarfotograf
Under anden verdenskrig var Gertrude Duby journalist og antifascistisk organisator. I 1940, træt af krigen, rejste hun til Mexico, hvor hun – inspireret af den franske antropolog Jacques Soustelles værker – besluttede hun at genopfinde sig selv som jungleudforsker. Hun medbragte et gammelt fotografiapparat og lærte sig selv at bruge det. I 1943 overbeviste hun en regeringsembedsmand om at hun kunne deltage i en ekspedition, der skulle søge efter de legendære lacandón-mayaer.
Lacandónerne var det eneste mayafolk, det ikke lykkedes spanierne at erobre. I århundreder havde de levet frit dybde inde i Chiapas jungle, Selva Lacandona. De var sjældent blevet fotograferet og havde kun sporadisk kontakt med omverdenen, særlig med skovhuggere og chiclearbejdere. Det lykkedes Gertrude Duby at fotografere lacandóerne, desuden skrev hun en bog om dem.
På den anden ekspedition til lacandóerne, mødte hun Frans Blom, en dansk arkæolog og kartograf, der forsøgte at finde Bonampak, den forsvundne mayaruinby. De deltog sammen i flere efterfølgende ekspeditioner og giftede sig senere.

## Casa Na Bolom
I 1951 flyttede ægteparret Duby-Blom til San Cristobal de las Casas, hvor de købte et forfaldent kloster, som de restaurerede og kaldte Casa Na Bolom. For at få råd til deres ekspeditioner ind i junglen, havde de betalende gæster til spisning i deres hjem. Med tiden udviklede Casa Na Bolom sig til et gæstgiveri, der tiltrak besøgende fra hele verden, blandt andre arkæologer fra store amerikanske universiteter og ansete personer som maleren Diego Rivera og politikeren Henry Kissinger.
De næste tolv år, indtil Frans Bloms død i 1963, havde ægteparret en fælles passion for jungleekspeditioner i deres søgen efter mayaruiner. Duby-Bloms billeder af mayaerne, gjorde hende til en kendt dokumentarfotograf. Efterhånden fik hun etableret en permanent lejr i Naja, der var hjemsted for lacandóerne spirituelle leder, Chan K'in Viejo, som hun betragtede som sin bedste ven.

## Miljøaktivisme
Skovhuggernes systematiske rydning af Selva Lacandona-regnskoven, indvandrende bosættere og den mexicanske regering, ændrede igen hendes liv. I 1970'erne besluttede Duby-Blom, at hun måtte sige sin mening, og blev dermed en af de første miljøaktivister. Hun rejste verden rundt og holdt foredrag om sine førstehåndserfaringer med junglens død og fremviste sine dokumentarfotografier. På tre sprog skrev hun hundredvis af artikler i protest mod den mexicanske politik. I 1975 åbnede hun El Vivero, en træplanteskole, som stadig leverer gratis træer til genskovning. Duby-Blom sagde, "Det er håbløst, men jeg planter træer."
The Center for Documentary Photography ved Duke University udgav i 1983 en bog med hendes dokumentarfotografier, Gertrude Blom – Bearing Witness. Bogen indeholder også et af hendes essay, "Junglen brænder", hvori hun skriver: Hvis menneskeheden fortsætter med at misbruge kloden, som vi gør i dag, vil påvirkningen i den nære fremtid være langt værre, end ødelæggelserne forårsaget af en hvilken som helst atombombe.
I slutningen af 1980'erne opfordrede bekymrede borgere og venner af Duby-Blom hende til at etablere en almennyttig organisation, som kunne bevare Casa Na Bolom efter hendes død. La Asociación Cultural Na Bolom A.C. fortsætter Duby-Bloms arbejde, med arrangementer og planer for Selva Lacandonas og dens mayabeboeres trivsel.
Gertrude Duby-Blom døde som 92-årig i 1993.

## Ekstern henvisning
- Et udvalg af Gertrude Duby-Bloms dokumentarfotografier Arkiveret 5. juni 2008 hos  Wayback Machine (på engelsk)